# Limnophila recta
Limnophila recta är en tvåvingeart som beskrevs av Alexander 1928. Limnophila recta ingår i släktet Limnophila och familjen småharkrankar. Inga underarter finns listade i Catalogue of Life.